# Нібиторочник Горншуха
Нібиторочник Горншуха (Pseudocrossidium hornschuchianum) — вид мохів порядку потіальних (Pottiales).

## Поширення
Батьківщиною є Європа, Африка, Північна Америка, Азія, Австралія, Нова Зеландія.
Населяє тонкий ґрунт, газони, вапняк, сади, оголення скелі, вершини хребтів; від низьких до помірних висот (20–700 метрів).

## Характеристика
Стебла до 0.5 см. Стеблові листки від яйцювато-дельтоподібних до коротколанцетних, 1–1.5 мм, дистальні краї від одно- майже дворазово закручені; верхівка вузько загострена нижче остюка. Спеціалізоване нестатеве розмноження відсутнє. Коробочкові ніжки ≈ 1 см. Коробочка ≈ 1.7 мм. Спори жовті, в основному гладкі, 8–10 мкм.